# Ahmet Eyüp Türkaslan
Ahmet Eyüp Türkaslan (Yavuzeli, Turquía, 11 de septiembre de 1994 - Malatya, Turquía, 7 de febrero de 2023) fue un futbolista turco, que jugaba como arquero para el Yeni Malatyaspor.

## Trayectoria
Comenzó su carrera sénior con Bugsaşspor en 2013 y estuvo cedido por poco tiempo en el Osmanlıspor en 2016-17. Hizo su debut profesional con Osmanlıspor en una derrota por 4-0 ante Beşiktaş el 3 de junio de 2017.  Firmó formalmente con Osmanlıspor, permaneciendo allí durante las siguientes tres temporadas antes de mudarse a Ümraniyespor en 2020. La temporada siguiente, firmó un contrato de un año con el Yeni Malatyaspor .

## Clubes

### Como jugador
| Club                 | País    | Año       |
| -------------------- | ------- | --------- |
| Mamak FK             | Turquía | 2013-2017 |
| Osmanlıspor (cedido) | Turquía | 2016-2017 |
| Osmanlıspor          | Turquía | 2017-2020 |
| Ümraniyespor         | Turquía | 2020-2021 |
| Yeni Malatyaspor     | Turquía | 2021-2023 |

## Fallecimiento
El 6 de febrero de 2023, fue reportado como atrapado en los escombros de un edificio colapsado luego de los terremotos de Turquía de 2023. Desde el comienzo, se divulgaron rumores de que Türkaslan habría muerto por el colapso, sin embargo el mismo día, el presidente del club, Hacı Ahmet Yaman, afirmó que las operaciones de rescate seguían en curso.
Su esposa fue rescatada de los escombros, y pidió ayuda a través de un video en las redes sociales, agregando que no había excavadoras ni grúas en el lugar para apoyar en su búsqueda, sin embargo, al día siguiente, el cuerpo sin vida de Türkaslan terminó siendo recuperado.